# Prolimnophila
Prolimnophila es un género monotípico de dípteros nematóceros perteneciente a la familia Limoniidae. Su única especie: Prolimnophila areolata, se distribuye por Canadá & USA